# Branko Zebec
Branislav »Branko« Zebec, hrvaški nogometaš, * 17. maj 1929, Zagreb, † 26. september 1988, Zagreb.